# Boston Celtics 1967-1968
La stagione 1967-68 dei Boston Celtics fu la 22ª nella NBA per la franchigia.
I Boston Celtics arrivarono secondi nella Eastern Division con un record di 54-28. Nei play-off vinsero la semifinale di division con i Detroit Pistons (4-2), la finale di division con i Philadelphia 76ers (4-3), vincendo poi il titolo battendo nella finale NBA i Los Angeles Lakers (4-2).

## Eastern Division
| Squadra            | V  | P  | %    | GB |
| ------------------ | -- | -- | ---- | -- |
| Philadelphia 76ers | 62 | 20 | 75,6 | -  |
| Boston Celtics C   | 54 | 28 | 65,9 | 8  |
| N.Y. Knicks        | 43 | 39 | 52,4 | 19 |
| Detroit Pistons    | 40 | 42 | 48,8 | 22 |
| Cincinnati Royals  | 39 | 43 | 47,6 | 23 |
| Baltimore Bullets  | 36 | 46 | 43,9 | 26 |

## Roster
| \| Pos. \| Num. \| Naz. \| Nome \| Altezza \| Peso \| Data nascita \| Provenienza \| \| ---- \| ---- \| ---- \| ---------------- \| ------- \| ------ \| ------------ \| ---------------------- \| \| A/C \| 28 \| \| Embry, Wayne \| 203 cm \| 109 kg \| 26-03-1937 \| Miami (OH) \| \| G \| 11 \| \| Graham, Mal \| 185 cm \| 84 kg \| 23-02-1945 \| New York \| \| G/AP \| 17 \| \| Havlicek, John \| 196 cm \| 92 kg \| 08-04-1940 \| Ohio State \| \| A \| 18 \| \| Howell, Bailey \| 201 cm \| 95 kg \| 20-01-1937 \| Mississippi State \| \| A \| 27 \| \| Jones, Johnny \| 201 cm \| 93 kg \| 12-03-1943 \| Cal State Los Angeles \| \| G/AP \| 24 \| \| Jones, Sam \| 193 cm \| 90 kg \| 24-06-1933 \| North Carolina Central \| \| A \| 19 \| \| Nelson, Don \| 198 cm \| 95 kg \| 15-05-1940 \| Iowa \| \| C \| 6 \| \| Russell, Bill \| 206 cm \| 98 kg \| 12-02-1934 \| San Francisco \| \| A \| 16 \| \| Sanders, Satch \| 198 cm \| 95 kg \| 08-11-1938 \| New York \| \| A \| 20 \| \| Siegfried, Larry \| 191 cm \| 86 kg \| 22-05-1939 \| Ohio State \| \| G/AP \| 12 \| \| Thacker, Tom \| 188 cm \| 77 kg \| 02-11-1939 \| Cincinnati \| \| G \| 26 \| \| Weitzman, Rick \| 188 cm \| 79 kg \| 30-04-1946 \| Northeastern \| | Allenatore - Bill Russell Assistente/i - Joe DeLauri Legenda - (C) Capitano - (FA) Free agent - (S) Sospeso - (TW) Contratto Two-way - (GL) Assegnato a squadra G League affiliata - Infortunato Roster • Transazioni · Ultima transazione: 3 aprile 1968 |                        |                  |         |        |              |                        |
| Pos. | Num. | Naz.                   | Nome             | Altezza | Peso   | Data nascita | Provenienza            |
| A/C | 28 | Stati Uniti (bandiera) | Embry, Wayne     | 203 cm  | 109 kg | 26-03-1937   | Miami (OH)             |
| G | 11 | Stati Uniti (bandiera) | Graham, Mal      | 185 cm  | 84 kg  | 23-02-1945   | New York               |
| G/AP | 17 | Stati Uniti (bandiera) | Havlicek, John   | 196 cm  | 92 kg  | 08-04-1940   | Ohio State             |
| A | 18 | Stati Uniti (bandiera) | Howell, Bailey   | 201 cm  | 95 kg  | 20-01-1937   | Mississippi State      |
| A | 27 | Stati Uniti (bandiera) | Jones, Johnny    | 201 cm  | 93 kg  | 12-03-1943   | Cal State Los Angeles  |
| G/AP | 24 | Stati Uniti (bandiera) | Jones, Sam       | 193 cm  | 90 kg  | 24-06-1933   | North Carolina Central |
| A | 19 | Stati Uniti (bandiera) | Nelson, Don      | 198 cm  | 95 kg  | 15-05-1940   | Iowa                   |
| C | 6 | Stati Uniti (bandiera) | Russell, Bill    | 206 cm  | 98 kg  | 12-02-1934   | San Francisco          |
| A | 16 | Stati Uniti (bandiera) | Sanders, Satch   | 198 cm  | 95 kg  | 08-11-1938   | New York               |
| A | 20 | Stati Uniti (bandiera) | Siegfried, Larry | 191 cm  | 86 kg  | 22-05-1939   | Ohio State             |
| G/AP | 12 | Stati Uniti (bandiera) | Thacker, Tom     | 188 cm  | 77 kg  | 02-11-1939   | Cincinnati             |
| G | 26 | Stati Uniti (bandiera) | Weitzman, Rick   | 188 cm  | 79 kg  | 30-04-1946   | Northeastern           |